# Luis Milla Manzanares
 (février 2025).
 (juillet 2020).
Luis Milla Manzanares, né le 7 octobre 1994 à Majadahonda (Communauté de Madrid, Espagne), est un footballeur espagnol qui joue au poste de milieu de terrain. Il joue actuellement avec Grenade CF en Primera división.
Il est le fils de l'ancien footballeur international Luis Milla.

## Biographie
Luis Milla se forme avec les juniors du Rayo Majadahonda, puis il passe par les juniors et l'équipe espoir de l'Atlético de Madrid[réf. nécessaire], avant de rejoindre le Rayo Vallecano B et le CD Guijuelo.
En 2016, il signe avec le CF Fuenlabrada qui milite en troisième division. Lors de la saison 2017-2018, il marque un but depuis 25 mètres face au Real Madrid en Coupe du Roi[réf. nécessaire].
Lors du mercato d'hiver de la saison 2017-2018, il rejoint le CD Tenerife en deuxième division. Il évolue pendant trois saisons avec cette équipe, disputant un total de 90 matchs en deuxième division, pour dix buts marqués. Il se met en évidence le 24 juin 2020, en étant l'auteur d'un doublé contre le CD Mirandés.
Le 31 juillet 2020, il signe avec le Grenade CF, club évoluant en première division.